# Mario Boselli
Mario Boselli (Como, 5 gennaio 1941) è un imprenditore e dirigente d'azienda italiano presidente Prestitalia Spa, società del gruppo Intesa Sanpaolo , presidente onorario Camera nazionale della moda italiana .
Noto per il suo contributo all'industria della moda e per gli incarichi istituzionali ricoperti nel corso della sua carriera, si è dedicato a promuovere l’eccellenza del made in Italy e a sostenere lo sviluppo del sistema moda a livello internazionale. 

## Biografia
Mario Boselli nasce a Como in una famiglia profondamente legata alla tradizione tessile. Dopo il diploma, si laurea in Economia aziendale presso l’Università Bocconi di Milano. Nel 1959, ancora giovanissimo, inizia la sua carriera lavorativa nell’azienda paterna, la Carlo Boselli di Garbagnate Monastero, una realtà storica nel settore della seta. La lunga storia nel settore tessile della famiglia (fin dal 1500) gli permette di sviluppare un profondo legame con il mondo del tessile, che segnerà la sua carriera.
È sposato con Luisa Giani e ha tre figli: Carlo, Federico ed Elisabetta.

## Carriera e Ruoli istituzionali
Nel corso della sua carriera, Mario Boselli ha assunto numerosi incarichi che gli hanno consentito di contribuire allo sviluppo di istituzioni chiave per l’economia italiana:
- Presidente della Camera nazionale della moda italiana (1999-2015): durante il suo mandato, si è adoperato per promuovere il talento dei giovani designer e rafforzare il prestigio della moda italiana a livello globale. È stato nominato presidente onorario dell’organizzazione dopo la dipartita di Beppe Modenese.
- Presidente dell'Ente Fiera Milano: ha lavorato per consolidare Milano come capitale economica e culturale, promuovendo eventi internazionali di grande rilevanza per il design e l’innovazione.
- Presidente della Camera di Commercio Italo-Cinese (dal 2022): in questo ruolo, lavora per favorire i rapporti commerciali e culturali tra Italia e Cina, con un’attenzione particolare al settore moda.

È Presidente di Prestitalia Spa, società del gruppo Intesa Sanpaolo.

## Riconoscimenti
Per il suo impegno e il suo contributo all’economia e alla cultura italiana, ha ricevuto numerose onorificenze:
Grande Ufficiale al Merito della Repubblica Italiana (1985) 
Cavaliere del Lavoro (1990) 
Cavaliere di Gran Croce Ordine al Merito della Repubblica Italiana - 02/06/2007 su proposta della Presidenza del Consiglio dei Ministri 